# Puchar Azji U-23 w piłce nożnej 2024 (eliminacje)/Grupa C
W Grupie C eliminacji do Pucharu Azji U-23 2024 brały udział następujące zespoły:
- Wietnam U-23
- Jemen U-23
- Singapur U-23
- Guam U-23

## Stadiony
Na podstawie:
| Việt Trì          | Mapa miast-gospodarzy |
| ----------------- | --------------------- |
| Việt Trì Stadium  | Việt Trì              |
| Pojemność: 18 000 | Việt Trì              |
|                   | Việt Trì              |

## Tabela
| Reprezentacja | M | W | R | P | Br+ | Br- | +/- | Pkt. |
| ------------- | - | - | - | - | --- | --- | --- | ---- |
| Wietnam U-23  | 3 | 2 | 1 | 0 | 9   | 2   | +7  | 7    |
| Jemen U-23    | 3 | 2 | 0 | 1 | 8   | 1   | +7  | 6    |
| Singapur U-23 | 3 | 0 | 2 | 1 | 3   | 6   | -3  | 2    |
| Guam U-23     | 3 | 0 | 1 | 2 | 2   | 12  | -10 | 0    |

## Wyniki
| 6 września 2023 11:00 CET | Singapur U-23 | 0:3(0:3)Raport | Jemen U-23 · 32', 45+1' Maher · 41' Hanash | Việt Trì Stadium, Việt Trì Widzów: 1 326 Sędzia: Jonathan Barreiro |
|                           |               |                |                                            |                                                                    |

| 6 września 2023 14:00 CET | Wietnam U-23 · Lê 33' · Nguyễn 54' (k) · Hồ 68' · Nguyễn 79' · Hoàng 83' · Bùi 90' (k) | 6:0(1:0)Raport | Guam U-23 | Việt Trì Stadium, Việt Trì Widzów: 7 280 Sędzia: Ping-Wun Tam |
|                           |                                                                                        |                |           |                                                               |

| 9 września 2023 11:00 CET | Guam U-23 · Meyar 89' | 1:1(0:0)Raport | Singapur U-23 · 64' Zulkifli | Việt Trì Stadium, Việt Trì Widzów: 1 238 Sędzia: Abdul Hakim bin Mohd Haidi |
|                           |                       |                |                              |                                                                             |

| 9 września 2023 14:00 CET | Jemen U-23 | 0:1(0:0)Raport | Wietnam U-23 · 84' Bùi | Việt Trì Stadium, Việt Trì Sędzia: Hsin-Chuan Chen |
|                           |            |                |                        |                                                    |

| 12 września 2023 11:00 CET | Jemen U-23 · Mahross 2' · Al-Qashmi 17' · Al-Sharafi 25' · Maher 69' · Al-Harbi 88' | 5:1(3:1) | Guam U-23 · 23' Thomas | Việt Trì Stadium, Việt Trì Sędzia: Ping-Wun Tam |
|                            |                                                                                     |          |                        |                                                 |

| 12 września 2023 14:00 CET | Wietnam U-23 · Nguyễn 13' (k) · Nguyễn 77' | 2:2(1:0) | Singapur U-23 · 58' (sam.) Nguyễn · 84' Chua | Việt Trì Stadium, Việt Trì |
|                            |                                            |          |                                              |                            |

## Strzelcy

### 3 gole
- Ahmed Maher

### 2 gole
- Bùi Vĩ Hào

### 1 gol
- Ngeschekle Meyar
- Micah Thomas
- Saqr Al-Harbi
- Mohammed Al-Qashmi
- Gassem Al-Sharafi
- Hamza Hanash
- Hamzah Mahross
- Zikos Chua
- Farkan Zulkifli
- Hồ Văn Cường
- Hoàng Văn Toản
- Lê Văn Đô
- Nguyễn Đình Bắc
- Nguyễn Hữu Nam
- Nguyễn Thanh Nhàn
- Nguyễn Văn Tùng

### Gole samobójcze
- Nguyễn Hữu Nam (dla  Singapuru)